# Gotse Deltjev (kommun)
Obsjtina Gotse Deltjev (bulgariska: Община Гоце Делчев) är en kommun i Bulgarien.   Den ligger i regionen Blagoevgrad, i den sydvästra delen av landet, 120 km söder om huvudstaden Sofia.
Obsjtina Gotse Deltjev delas in i:
- Banitjan
- Borovo
- Breznitsa
- Bukovo
- Gospodintsi
- Kornitsa
- Lăzjnitsa
- Musomisjta

Följande samhällen finns i Obsjtina Gotse Deltjev:
- Gotse Deltjev

Trakten runt Obsjtina Gotse Deltjev består till största delen av jordbruksmark. Runt Obsjtina Gotse Deltjev är det ganska tätbefolkat, med 80 invånare per kvadratkilometer.